# Золоті дівчата
«Золоті дівчата» — американський ситком, телевізійний серіал, створений Сюзан Гарріс. З 14 вересня 1985 року по 9 травня 1992 року виходив у ефірі NBC, загалом 180 півгодинних епізодів, що охоплювали сім сезонів. Виробництво Witt/Thomas/Harris Productions спільно з Touchstone Television. Оригінальними виконавчими продюсерами виступали Пол Джунджер Вітт, Тоні Томас та Гарріс. У головних ролях акторки Беатрис Артур, Бетті Вайт, Рю Маккланахан та Естель Гетті. «Золоті дівчата» отримали кілька кінематографічних нагород, в тому числі премію «Еммі» за найкращий комедійний серіал. Також серіал отримав три нагороди «Золотий глобус». Кожна з чотирьох виконавиць головних ролей отримала нагороду Еммі. Серіал також посів перше місце серед рейтингів Найльсена Топ-10 за шість із семи сезонів. У телевізійному посібнику 2013 року «Золоті дівчата» посіли 54 місце у списку 60 найкращих серіалів усіх часів. У 2014 році Гільдія письменників Америки у своєму списку «101 найкращий телесеріал усіх часів» розмістила ситком під номером 69.

## Сюжет
Сюжет обертається навколо чотирьох самотніх жінок (три вдови та одна розлучена), що живуть разом в будинку в Маямі. Власницею будинку є вдова Бланш Деверо (Маккланахан), разом з нею проживає її подруга вдова Роуз Найлунд (Вайт) та розлучена — Дороті Зборнак (Артур). За сюжетом вони знайшли житло за повідомленням на дошці оголошень за рік до подій, з яких починається серіал. У пілотному епізоді до трійки приєдналася 80-річна мати Дороті Софія Петрильйо (Гетті), після того, як геріатричний пансіонат, де вона жила, згорів.

### Пілот
В першій серії був кухар і дворецький на ім'я Коко (Чарльз Левін), але перед другим епізодом цю роль видалили. Критики звернули увагу, що у багатьох із запропонованих сценаріїв основна взаємодія між жінками відбувалася на кухні під час приготування та вживання їжі. Вони вирішили, що кухар заважатиме дружнім стосункам жінок. До того ж, персонажка Софії спочатку планувалася як тимчасова роль, але персонажка Гетті настільки позитивно вплинула на аудиторію, що продюсери вирішили зробити її постійною.

### Фінал
Після того, як шість сезонів поспіль потрапляли у топ-10, Беа Артур вирішила покинути проєкт. У годинній фінальній серії, яка вийшла у травні 1992 року, Дороті одружується з дядьком Бланша Лукаса (Леслі Нільсен) і переїжджає до садиби Холлінгсворта в Атланті, штат Джорджія. Софія мала приєднатися до неї, але врешті залишається в Маямі. Це призвело до продовження сюжетної лінії у новому серіалі «Золотий палац».
Заключну серію «Золоті дівчата» переглянули 27,2 мільйона осіб. Станом на 2016 рік це був 17-й найбільш переглянутий телевізійний фінал.

## Епізоди
- Список епізодів серіалу Золоті дівчата[en]

## Дійові особи

### Основні
- Беатрис Артур в ролі Дороті Зборнак (п. Петрілло), викладачка-заступниця. Народившись в Брукліні, Нью-Йорк, в сім'ї сицилійських іммігрантів Софії та Сальвадора Петрілло, Дороті завагітніла ще в середній школі, в результаті чого шлюб зі Стенлі Зборнак (Герб Едельман) узаконив дитину. Стен і Дороті врешті переїхали до Маямі, але розлучилися через 38 років, коли Стен втік від Дороті з молодою стюардесою. У шлюбі народила двох дітей; Кейт, на початку 20-х, і Майкла, який з'являється у серіалі епізодично у віці від середини 20-х до кінця 30-х. У останньому епізоді серіалу Дороті одружується з дядьком Бланша, Лукасом Холлінгсвортом, і переїжджає до Атланти. Артур також грала бабусю Дороті, матері Софії, в епізоді ретроспективі, коли вони жили в Брукліні в 50-х роках, коли Дороті була дорослою.
- Бетті Вайт як Роуз Найлунд (до шлюбу Ліндстрем), норвезька американка з невеликого фермерського містечка Сент-Олаф, штат Міннесота. Часто злегка наївна і відома жартівливо-своєрідними історіями життя в її рідному місті. Роуз була щасливо одружена з Чарлі Найлунд, з яким мала п'ятеро дітей; дочки Кірстен, Бріджит, Гунілла; і сини Адам і Чарлі, молодші. Після смерті Чарлі переїхала до Маямі. Зрештою знаходить роботу в консультаційному центрі скорботи, але згодом змінює кар'єру і стає помічницею споживача-репортера Енріке Маса на місцевому телеканалі. У пізні сезони Роуз романтично зблизилася з професором коледжу Майлом Веббером. Під час шостого сезону Вебер був поміщений у програму захисту свідків, але повернувся пізніше. Їх стосунки тривали протягом усього серіалу, і незабаром у наступній серії «Золотий палац».
- Рю Маккланахан у ролі Бланш Деверо (родичка Холлінгсворт), південна красуня, зайнята в художньому музеї. Народившись у заможній родині, виросла як яблуко очей її батька на плантації за межами Атланти, штат Джорджія, перед тим, як переїхати до Маямі, де жила з чоловіком Джорджем до його смерті. У шлюбі народила шестеро дітей; дочки Джанет та Ребекка; та сини Дуг, Біфф, Скіппі та Метью. Вдова, Бланш зображувалася голодною і, очевидно, мала найбільше шанувальників-чоловіків і детальних розповідали про різні сексуальні зустрічі протягом серіалу.
- Естель Гетті як Софія Петрільо, мати Дороті. Софія, народжена на Сицилії, переїхала до Нью-Йорку після втечі від домовленого шлюбу з Гвідо Спіреллі. Вона одружилася з Сальвадором «Саль» Петрілло, з яким народила трьох дітей: Дороті, Глорія та Філ, комод, який згодом помер від серцевого нападу (епізод «Помста Еббтіда»). Спочатку жителька будинку для пенсіонерів «Shady Pines» після перенесеного інсульту перед початком серії вона переїхала разом з Бланш, Роуз та Дороті після пожежі в закладі. Під час запуску серіалу Софія одружилася з Максом Вайнстоком, але вони незабаром розлучилися. Протягом цілої серії вона займала кілька робочих місць за сумісництвом, здебільшого займаючись продуктами харчування, в тому числі фастфудом, як підприємиця соусу з спагеті та домашніх бутербродів.

### Другорядні
- Герб Едельман в ролі Стенлі Зборнак, що обдурила Дороті, забравши її чоловіка, який залишив її, щоб одружитися з молодою стюардесою, яка пізніше залишила його. Стен одружився з іншою жінкою в 4 сезоні, і вони розлучилися поза екраном у 5 сезоні. Стенлі працювала як невдаха-продавчиня новинок, поки не стала успішною підприємицею, винайшовши відкривачку картоплі, яка зробила її заможною.
- Гарольд Гулд як Майлз Веббер (або Ніколас Карбон / Самуель Планкмейкер) — хлопець професора Роуз з 5 сезону і далі. У 6 сезоні Майлз перебуває в програмі захисту свідків, бо був бухгалтером мафіозного клану. У першому сезоні Гулд також грав гостьову роль як Арні Петерсон, перший серйозний партнер Роуз після смерті чоловіка Чарлі.
- Сід Мелтон у ролі Сальвадора Петрілло, покійного чоловіка Софії, якого зазвичай бачать у снах або випадкових видіннях. Мелтон також виступає як Дон Дурень, офіціант середньовічного ресторану в шостому сезоні.
- Шон Шеппс і Дебра Енгл, як дочка Бланш, Ребекка Деверо. Спочатку колишня модель із зайвою вагою в жорстоких стосунках, пізніше вона скинула вагу і народила дочку Аврору шляхом штучного запліднення.
- Монте Маркхем і Шері Норт як брати Братчі, Клейтон Холлінгсворт і Вірджинія Холлінгсворт. Вірджинія та Бланш довго конфліктували, допоки не примирилися наприкінці 1 сезону. Вони тривалий час не спілкувалися в 5 сезоні після похорону батька. Клейтон — гей, який уподобав Бланш, котра врешті прийняла його орієнтацію, коли Клейтон та його новий хлопець одружилися.
- Білл Дан та Ненсі Вокер як брати і сестри Софії Анжело та Анжела. Дан з'являється у семи епізодах (сезони 3-7), тоді як він грав батька Софії в епізоді 4 сезону. Вокер знялася у двох серіях у 2 сезоні.
- Доріс Белак та Дена Дітріх як Глорія Петрільо, молодша сестра Дороті, одружена з заможним чоловіком у Каліфорнії. У епізоді з двох частин вона втратила всі свої гроші і пов'язана стосунками зі Стеном, але врешті пориває з ним.
- Скотт Джекобі в ролі сина музиканта Дороті Майкл Зборнак.
- Лінні Грін в ролі молодшої Дороті у флешбеках.
- Ліза Джейн Перскі та Діна Фріман, як дочка Дороті, Кейт Зборнак, яка є декоратором інтер'єру в Нью-Йорку і одружилася з Деннісом — успішним лікарем.

## Виробництво

### Кастинг

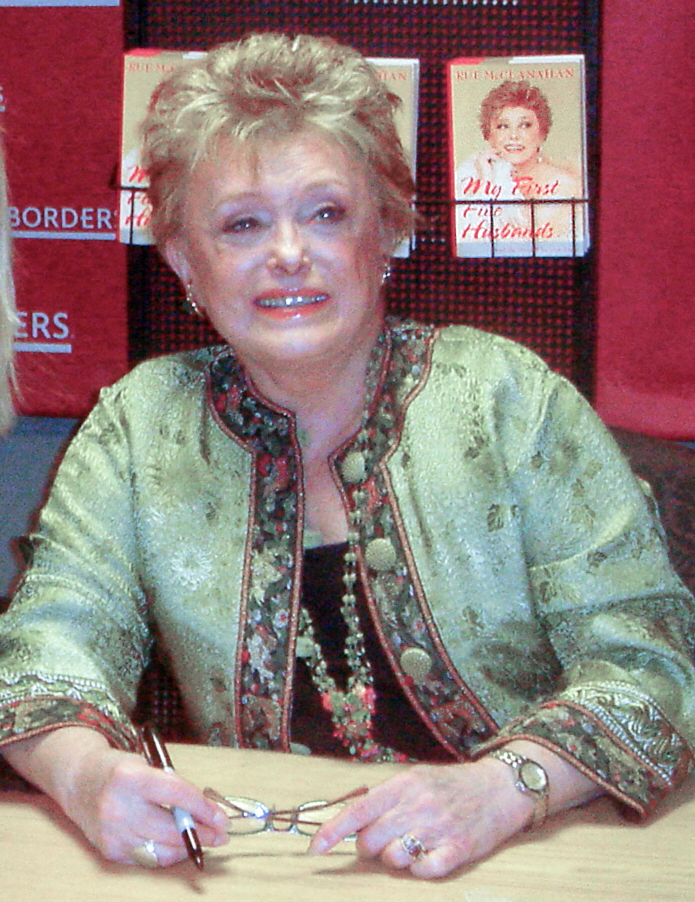
Рю Мак Калахан у 2007 році

Софія Петрілло була першою з чотирьох ролей яку було відзнято. Естель Гетті пройшла прослуховування і здобула роль матері персонажа Дороті Зборнак. Частково це було пов'язано з хорошими відгуками, які вона отримала в репрезентації ролі Off-Broadway під час проведення в Лос-Анджелесі 1984 року пісні «Факел». Після цього Гетті повернулася до Нью-Йорка, але отримала дозвіл від свого менеджера повернутися до Каліфорнії на початку 1985 року. Гетті подумала, що це буде її останній шанс знайти теле- чи кіно ролі. Якби їй це не вдалося, то вона б повернулася додому в Нью-Йорк.
Режисер кастингу Джудіт Вайнер бачила трилогію факельних пісень і подумала, що Гетті в ній приголомшлива. Вона також була вражена прослуховуванням Гетті на роль матері Стівена Кітона (зіграного актором Майклом Гросом) у гостьовому епізоді «Сімейні краватки». Хоча Гетті була вражаючою, продюсери шоу пішли з іншою актрисою. Гетті прийшла в голову Вайнеру незабаром, коли настав час почати кастинг «Золотих дівчат».
Гетті, яка пройшла тригодинну трансформацію, щоб стати Софією, носила важкий макіяж, товсті окуляри та білу перуку. Характер Софії створювався для посилення думки про те, що три жінки у віці можуть бути молодими. Майкл Ейснер з Діснея пояснює: «Естелла Гетті перетворила трьох наших жінок на дівчат. І це, на мій погляд, здавалося, що це може бути сучасне, молоде шоу». Як би дивно це не звучало, Естель Гетті безперервно боролася зі своїм сценічним переляком. Під час інтерв'ю в 1988 році Гетті прокоментувала свою фобію і висловилась про те, що робота з великими зірками, такими як Артур і Білий, зробила її ще більш нервовою. Часом вона навіть мерзла на камеру під час зйомок.
Найманий на зйомку першої серії, режисер Джей Сандріч також став інструментом для надання ролей Бланш Деверо та Роуз Найлунд. І Рю Маккланахан, і Бетті Уайт взяли до уваги як серіал «Мамина родина», в якому обидві спільні ролі були скасовані NBC. Спочатку продюсери хотіли поставити МакКлахана в ролі та Білого, як Бланш. Мислення для цього ґрунтувалося на ролях, які вони грали раніше; Білий зобразив голодну людину Сью Ен Нівенс у шоу «Мері Тайлер Мур», а Маккланахан знявся у ролі солодкої, але розсіяної Вівіан Хармон у Мод. Прагнучи не набрати вручну, вони прийняли пропозицію Сандріха і змінили ролі в останню хвилину.
У пілотному сценарії Бланш була описаний як «більш південний, ніж Бланш Дюбуа», тому Маккланаха був здивований, коли її попросили режисер Сандріч під час зйомок пілота не використовувати сильний південний акцент, який вона розробила, а використовувати природний Натомість Оклахома наголос. Після того, як шоу було підібрано для першого сезону, новий режисер Пол Богарт відчув саме зворотне, наполягаючи на тому, щоб Маккланахан використовував південний акцент. Макланахан навмисно перебільшував її акцент, заявивши: «Я грав Бланш так, як відчував Бланш. Вона думала, що акцентований південний акцент … буде сексуальним і сильним і привабливим для чоловіків. Вона хотіла бути південною героїнею, як Вів'єн Лі. Насправді саме це я думаю, що вона думала, що вона є».
Хоча Гарріс створив персонажа Дороті, маючи на увазі «тип Беа-Артура», Літтлфілд і продюсери спочатку планували актрису Елейн Стрітч Проте прослуховування Стрітча провалилося, і під враженням, що Артур не бажає брати участь, Гарріс запитав Маккланахана, чи зможе вона переконати Артура, з яким вона працювала раніше в ситкомі CBS Мод, взяти на себе роль. Артур перевертається після прочитання сценарію, але відчував себе вагається про підході McClanahan, оскільки вона не «хоче грати (їх символи Мод) Мод і Вівіан зустрітися Сью Енн Nivens.» Однак вона переглянула, почувши, що Маккланахан та Уайт змінили ролі.
Беа-Артур та Бетті Уайт в цьому серіалі доволі добре зіграли свої ролі, однак мали напружені стосунки. Син Артур, Меттью Сакс, пізніше говорив про цю напругу, що його мати «несвідомо насміхається, щоб хтось розсердився... Це було майже так, як Бетті стала її немедикою, людиною, на яку вона завжди могла заглядати на роботу». Обидві актриси мали різно різні тренування та акторські тла; Сакс прокоментував звичку Білого розбивати четверту стіну, щоб займатися і жартувати з глядачами студії під час перерв між зйомками, які Беа Артур визнав непрофесійними. У 2011 р. Біла заявила, що вважає, що саме її «позитивне ставлення» та завзята манера поводитись на нерви Артура. Цікаво, що Артур вважав за краще, щоб вона з трьома каштамерами разом перервалися на обід у робочі дні.

### Написання та стрічка
Шоу було другим телесеріалом, що випускався компанією Walt Disney під маркою Touchstone Television, а згодом було розповсюджене Buena Vista International, Inc. (яка є власником частки Діснеївського каналу Південно-Східної Азії, тепер Телебачення Disney — ABC Група).
Творець Сьюзен Гарріс продовжувала писати ще чотири епізоди до першого сезону, але стала менш причетна до ситкому протягом усього її запуску; вона продовжувала читати всі сценарії, але знайома з більшістю сюжетних ліній. Кеті Шпіер та Террі Гроссман були першими головними авторами серіалу і писали протягом перших чотирьох сезонів шоу. Як головні автори, Шпіер та Гроссман, разом із Мортом Натаном та Баррі Фанаро, який перший сезон виграв премію Еммі за видатне письменство, давали загальні ідеї письменникам з нижчих кадрів та особисто писали кілька сезонів.
У 1989 році Марк Соткін, раніше письменник Laverne &amp; Shirley і продюсер у колезі Віт / Томас «Це життя», взяв на себе обов'язки щодо написання і керував шоу (в різній мірі) протягом останніх трьох сезонів. Річард Вачі та Трейсі Гембл, раніше писали 227 та «Мої два тата», також взяли на себе роль продюсерів та головних авторів. Починаючи з 1990 року, Марк Черрі служив письменником і продюсером, за роки до створення « Відчайдушних домогосподарок», які працювали на ABC з 2004 по 2012 рік. Мітчелл Гурвіц також виступав сценаристом для шоу в останні два його сезони. Пізніше Гурвіц створив «Арештований розвиток» для Fox Broadcasting Company а пізніше для «Netflix».
Черрі прокоментувала прочитані сценарії, що «взагалі, якщо жарт була вдалою, жінки знайшли спосіб змусити її працювати в перший раз, коли вони її прочитали. У вас багато читає таблицю, де актори зіпсують це, оскільки вони не розуміють, що роблять персонажі, або неправильно трактують. Але жінки були настільки рівномірно блискучими, що прибивали це вперше … ми в основному знали, що якщо жінки не впорядкують її в перший раз, жарт потрібно замінити» За словами Черрі, в кімнаті письменників була «змагальна атмосфера. Існувала велика конкуренція за те, щоб ввести ваші слова в сценарій». Письменник Крістофер Ллойд пояснив, що для всіх молодших письменників стало звично писати одну й ту саму сцену, коли хто вважав найкращою версію, яку слід обрати. Це «створило великий стрес і конкурентоспроможність серед тих, хто не був у цій внутрішній святині».
Після 3 сезону Артур висловив своє все більшу незадоволеність зневажливими жартами, висловленими щодо її фізичного вигляду, які часто були в сценарії. Вона висловила, що не буде продовжуватися, якщо не буде внесено змін. Однак були внесені зміни, а жарти щодо статусу Дороті з'являлися рідше. Пізніше Крістофер Ллойд сказав: «Я думаю, що це була помилка, яку ми допустили, щоб бути трохи нечутливою до того, хто був надзвичайно чутливою людиною. . . Я думаю, що ми підштовхнули це [жарти до появи Артура] трохи далеко, і я думаю, що вона дала знати, що вона цього не любила».
Сценічне хвилювання Естелли Гетті, який вплинув на неї з початку шоу, загострювався в міру продовження шоу. За словами Маккланахана, до кінця 3 сезону тривога Гетті стала серйозною проблемою, і у неї все більше виникало проблем із запам'ятовуванням своїх ліній. Щоб допомогти їй утриматись, Гетті спробувала гіпноз, і шоу найняло помічника для запуску ліній з нею перед тим, як записати — жоден метод не працював. Вона взялася писати свої рядки на реквізиті, на які вона легко дивилася, як плетений гаманець, який Софія завжди носила з собою. Акторській ролі часто доводиться залишатись позаду після того, як глядачі відійшли, щоб переробити сцени, де Гетті промайнула її лініями, і, хоча спочатку це викликало опір з боку продюсерів, в кінцевому підсумку були введені картки з киями, щоб допомогти їй. Рю Маккланахан, яка поділила гримерку з Гетті, описала суворість сценічного переляку Гетті: «Вона панікувала. Вона почала потрапляти під темну хмару за день до дня стрічки. . . Ви в цей день могли побачити велику різницю в ній. Вона ходила б як Піг-Пен під чорною хмарою. До дня стрічки вона була недосяжна. Вона була такою ж випрямленою, як і людська істота. Коли ваш мозок так застиг, ви не можете запам'ятати рядки».
Протягом шостого сезону існувала певна невизначеність щодо того, чи буде Беа Артур брати участь у майбутніх сезонах, чи покине шоу, як тільки закінчиться термін дії контракту для здійснення інших проєктів. Артур відчув, що герої опинилися в усіх можливих сценаріях, і хотів закінчити серіал, поки він все ще був успішним. Деббі Рейнольдс була приведена в якості гостьової зірки в серіалі 6 сезону «Там іде наречена: частина 2», щоб перевірити її хімію з іншими актрисами як можливу заміну Артура, але було вирішено, що ніхто не може повторити хімію чотири оригінальні актриси. У будь-якому випадку Артур вирішив взяти участь у сьомому та останньому сезоні.

### Зовнішні та внутрішні комплекти
Адреса будинку згадувалася як 6151 Річмонд-стріт, Маямі. Модель, яка використовується для зовнішніх знімків будинку з третього сезону до кінця серії, була частиною поїздки за кулісами студійних турів у голлівудські студії Діснея. Цей фасад, поряд з будинком «Порожнє гніздо», зазнав ураганових збитків, що призвело до рішення Діснея 2003 року про бульдоз на будинках «Житлової вулиці» та побудувати його «Світло, двигуни, дії!» потяг. Фасад був заснований на справжньому будинку за адресою 245 проспекту Н. Салтайра в Брентвуді, Лос-Анджелес, Каліфорнія. Продюсери використовували цю резиденцію для зовнішніх знімків протягом перших двох сезонів.
Дизайнер шоу, Ед Стівенсон, взяв натхнення зі свого часу, проживаючи у Флориді, щоб розробити «зовнішній вигляд Флориди» для будинку «Золоті дівчата». Дерев'яні акценти, колони та двері були розписані для імітації лисих кипарисових дерев, популярних у будинках Південної Флориди, з меблями з ротанга та оббивкою тропічних тканин, вибраними для меблів.
Кухонний гарнітур, який бачили на The Golden Girls, спочатку використовувався у попередній серії Witt / Thomas / Harris, It Takes Two, яка виходила в ефір ABC з 1982 по 1983 рік. Однак зовнішній фон, який можна побачити через кухонне вікно, змінився з виду висотних висот Чикаго на пальми та кущі для установки в Маямі. Місце на звуковій сцені було обмежене, тому, коли на кухні вимкнено камеру, її зазвичай відривали від решти набору і простору використовували для чогось іншого. Дверний проріз із вітальні, що знаходиться зсередини з поличкою та хлібопекарною полицею, був розроблений, щоб створити ілюзію того, що актори заходять у кухню та виходять із неї.

### Костюми
Дизайнер костюмів Джуді Еванс створила виразні образи кожної з чотирьох актрис, щоб відповідати характеру їх персонажа та відображати обстановку Флориди. За словами Еванса, «я хотів сексуального, м'якого і стрункого вигляду для Руї, поважного для Беа, повсякденного вигляду Бетті та комфорту для Естелли». Анна Війкофф з Гільдії дизайнерів костюмів написала, що "Еванс взяв напрямок від продюсерів, щоб створити яскравий вигляд чотирьох зрілих ведучих, в стилі того, як виглядало «вбрання того віку». Багато вбрань персонажа були розроблені Евансом і зроблені спеціально, але між чотирма актрисами було помічено від семи до десяти змін костюмів в епізод, що спричинило велику суму витрат поза основним бюджетом. Еванс, як правило, одягав актрис у дорогі костюми та високоякісні тканини, незважаючи на повторювану тему, що чотири персонажі мають проблеми з грошима, адже «Основна ідея полягала в тому, щоб вони виглядали добре». Артур Бе мала бажання носити легкий облягаючий одяг, як шлейки та довгі светри, а також сандалі, тому що ненавиділа носити важке взуття. Вона була в цьому образі під час гри Мод, і Еванс використав це у своїх дизайнах для Дороті. Значна частина гардеробу Беатріс Артур була виготовлена на замовлення, оскільки в той час було важко знайти бюджетний одяг, який би пасував жінці високого рівня. У її контракті Рю Мак Калахан було записано спеціальне застереження, яке дозволяло зберігати костюми, що в основному були виготовлені на замовлення із використанням дорогих тканин. Врешті-решт Мак Калахан продовжив створення ліній одягу для QVC під назвою «Дотик до руї», натхненний Blanche, однак зроблений з доступних тканин та з практичним дизайном.

### Формат
Золоті дівчата знімали на відеокасету в студії перед живою аудиторією. Багато епізодів серіалу дотримувалися аналогічного формату чи теми. Наприклад, одна чи кілька жінок втягнулися б у якусь проблему, часто залучаючи інших членів сім'ї, чоловіків або етичну дилему. В якийсь момент вони збираються за кухонним столом і обговорюють проблему, іноді пізно вночі і часто під час їжі чизкейку, морозива чи якогось іншого десерту. Тоді одна з інших дівчат розповіла історію зі свого власного життя, яка певним чином пов'язана з проблемою (хоча Роуз час від часу переглядала історію, яка не мала нічого спільного із ситуацією, і Софія розповідала шалені історії про гримування). Деякі епізоди містили відгуки до попередніх епізодів, зміни до подій, не показаних у попередніх епізодах, або до подій, що відбувалися на початку серії. Хоча написання було переважно комічним, однак до декількох епізодів були включені драматичні моменти та сентиментальні закінчення. Одна з актрис шоу, Беа Артур, насправді ненавиділа чизкейк.

## Прийом

### Критичний прийом
Під час перерв на NBC попередній показ фільму отримував широке схвалення. Шоу відразу отримало повне замовлення з 12 серій.

### Рейтинги
Миттєві рейтингові хіти, The Golden Girls стали основним продуктом NBC у суботу вночі. Шоу було якорем в суботу лінійці NBC, і майже завжди вигравав свій часовий інтервал, так як ABC і CBS намагалися знайти шоу, щоб конкурувати з ним, найбільш помітними з яких АВС Люсіль Болл ситкомі Життя з Люсі в початку 1986 року –87 сезон. Золоті дівчата були частиною серії шоу Брендона Тартикова, які поклали край рейтингу рейтингів NBC, разом із The Show Cosby, 227, Night Court, Miami Vice та LA Law.
Шоу стосувалося багатьох суперечливих питань, таких як вихід із шлюбу та одностатевий шлюб, опіка та безпритульність для старих, ВІЛ / СНІД та дискримінація людей з ВІЛ / СНІДом, імміграційна політика США, смерть та самогубство.
Сценаристка і продюсер Лінда Бладворт-Томасон створила ситком з таким зображенням, як шоу «чотирьох жінок», яке стало «Design Women on CBS». Проектування Жінки почали конкурувати проти «Золотих дівчат» в один і той же час, проте The Golden Girls завжди отримували більш високий рейтинг, в результаті чого CBS підштовхувала дизайнерських жінок до понеділка.
На прохання королеви Єлизавети Королевою матір'ю, яка вважалася великою шанувальницею, акторські колективи The Golden Girls виконали кілька скейтів як своїх персонажів перед нею та іншими членами Королівської сім'ї на Королівському естрадному виконанні 1988 року в Лондоні.
NBC Timeslots
- Сезони 1-6: субота о 21:00
- 7 сезон: субота о 20:00

### Нагороди та номінації
Під час свого оригінального запуску The Golden Girls отримали 68 номінацій Еммі, 11 премій Еммі, чотири нагороди «Золотий глобус» та дві глядацькі за телевізійні нагороди якості. Всі головні актриси виграли нагороди «Еммі» за свою участь в шоу. «Золоті дівчата» — це одне з трьох живих шоу, разом із «Все в сім'ї» та «Вілл і Грейс», де всі головні актори здобули принаймні одну премію Еммі.
Як данину успіху «Золотих дівчат», всі чотири актриси пізніше були названі «Діснеївськими легендами».

## Поширення

### Синдикація
Починаючи з 3 липня 1989 року, NBC додав денні повтори шоу, замінивши довгобіжне колесо фортуни (воно перейшло на CBS) за графіком NBC об 11:00.   я (EST). До вересня 1990 року він пройшов трохи більше року. У цей час розпочали виходити синдиковані повтори, розповсюджені телевізором Buena Vista (тепер Діснеївське вітчизняне телебачення), спільнотою Діснея, підрозділ телебачення Touchstone, який випустив цю серію.
У березні 1997 року кабельна мережа Lifetime отримала ексклюзивні права на повторення епізодів «Золотих дівчат» у США протягом десятиліття до 1 березня 2009 року. Багато епізодів було відредаговано, щоб дозволити більше рекламних роликів та вмісту.
Both the Hallmark Channel and WE tv picked up the reruns in March 2009. As of February 2013, We TV's rights expired and Viacom networks' TV Land, home to Betty White's last series Hot in Cleveland, purchased them, as did Logo TV. In 2020, CMT purchased the rights to the series.
В Австралії шоу щодня виходить на Fox Classics. З 2019 року кожен епізод доступний для трансляції на Стен.
У Канаді цифровий спеціалізований телевізійний канал Corus Entertainment DejaView випускав повтори The Golden Girls до 2017 року.
У Південно-Східній Азії Rewind Networks почала випускати повтори The Golden Girls на своєму HD-каналі HITS у 2013 році.
У Новій Зеландії серіал демонструвався на TVNZ і перетворюється у святкові дні, а його показують на Джонса!.
У Великій Британії серіал демонструвався на Channel 4, «Живий» та «Діснеївський канал». Черговий запуск розпочнеться 27 квітня 2020 року на 5 каналі.
Кожен епізод «Золотих дівчат» став доступним для трансляції в Hulu 13 лютого 2017 року.

## Домашні ЗМІ
Buena Vista Home Entertainment випустила всі сім сезонів «Золотих дівчат» на DVD у регіоні 1 та регіоні 4, причому перші чотири були випущені у регіоні 2. 9 листопада 2010 року студія випустила повний набір серій під назвою «Золоті дівчата: Повна колекція 25-ї річниці». 21-диск колекції містить всі 180 серій серіалу, а також всі особливості, що містяться в раніше випущених наборах сезону; він укладений у спеціальну колекційну упаковку, копію гаманця Софії. 15 листопада 2005 року видання Warner Home Video випустило на DVD DVD серію «Золоті дівчата: інтимний інтимний портрет», яка містить окрему біографію про Артура, Уайта, Маккланахана та Гетті, що розкриває походження кожної жінки, піднесення до слави та приватного життя, яке спочатку виходило в ефір в мережі «Життєвий цикл» з червня 2000 по січень 2003 року.
Прес-реліз австралійського регіону 4:
- 1 сезон | 17 серпня 2005 р.[57]
- 2 сезон | 21 вересня 2005 р.[58]
- 3 сезон | 1 жовтня 2005 р.[59]
- 4 сезон | 5 грудня 2007 р.[60]
- 5 сезон | 2 квітня 2008 р.[61]
- 6 сезон | 3 грудня 2008 р.[62]
- 7 сезон | 18 березня 2009 р.[63]
- Повна серія | 7 листопада 2018 р.[64]

## Спін-оф
Після успіху «Золотих дівчат» Сьюзен Гарріс створила власний серіал «Порожнє гніздо», як спін від «Золотих дівчат» з деякими відомими персонажами серіалу. Пізніше актори від Порожнього гнізда періодично виникали в спеціальних епізодах, де персонажі з одного шоу виступали в інших.

### Золотий палац
Після закінчення зйомок Золотих дівчат, Уайт, Маккланахан та Гетті реалізували своїх персонажів в серіалі CBS «Золотий палац», який виходив з вересня 1992 по травень 1993 року, а також зняли Чек Марін і Дон Чейдл (гість Беа-Артура у головній ролі у подвійному епізоді, що грає роль Дороті). Серіал ніколи не наближався до популярності чи визнання оригіналу, та займав 57-е місце в щорічних рейтингах.
До квітня 2006 року Lifetime транслював серіал як восьмий сезон Золотих дівчат.

### Порожнє гніздо

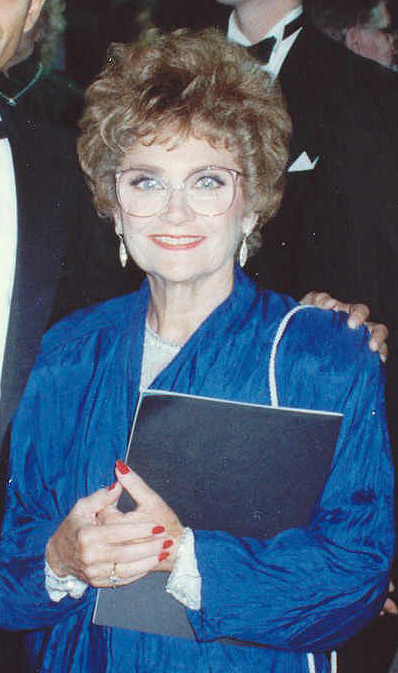
Естель Гетті на 41-й щорічній прайм-тайм премії «Еммі» 1989 року

Скориставшись популярністю The Golden Girls, творця Сьюзен Гарріс вирішила розробити спін-оф, орієнтуючись на синдром порожнього гнізда. Початковий пілот вийшов у ефір фільму «Золоті дівчата» 1987 року «Порожні гнізда» та знявся з Полом Дулі та Рітою Морено як Джордж та Рене Корлісс, подружня пара, що мешкає поруч із персонажами «Золотих дівчат», які стикаються з синдромом порожнього гнізда після того, як їхня дочка-підліток виїжджає. Коли ця ідея була недостатньо сприйнята, Гарріс переосмислив серіал як транспортний засіб Річарда Маллігана, а наступного року « Пусте гніздо» дебютував, у головній ролі Маллігана як педіатра Гаррі Вестона, вдовиці, дві дорослі дочки якої повернулися додому. Персонажі з обох шоу зробили випадковий кросовер гостьовий на іншому шоу, з чотири дівчинки guesting на порожньому гніздо і Малліган, Менофф, Kristy Макнікол, Девід Відпочинок і Парк У цілому, що з'являється на Golden Girls в їх порожніх ролях Nest. Після закінчення Золотого палацу Гетті приєдналася до акторської ролі «Порожнє гніздо», часто виступаючи як Софія в останніх двох сезонах шоу.
Малліган і Манофф були випускниками одного з попередніх шоу Сьюзен Гарріс, Soap.

### Медсестри
Empty Nest запустив власний спін-оф у 1991 році в Маямі в тій же лікарні, де працював доктор Вестон. У серіалі знялася Стефані Ходж, та набір інших молодих сестер жіночої та чоловічої статі. Як один з небагатьох разів в історії телебачення, коли три шоу одного і того ж продюсера, встановлені в тому ж місті, виходили в ефір в одній і тій самій мережі, три ефіри періодично використовували свої унікальні обставини для створення сюжетні лінії, що проходять через усі три серії, такі як «Швидкоплинна субота». Акторка Ходж знялася після двох сезонів, Девід Раше приєднався до складу другого сезону, а Лоні Андерсон був доданий в якості нового адміністратора лікарні в третьому сезоні.

## Адаптації

### Цікавинки
Акторський склад Золотих дівчат, Софії, Дороті, Бланш та Роуз ще більше увічнили у двох лялькових шоу «Дякую за те, що ти є другом», та «Золоті шоу дівчат» — ляльковій пародії, створеній австралійським сценаристом Томасом Данкан-Ваттом і продюсером Джонатаном Рокфеллером.

### Міжнародні версії
- Чилі: Los años dorados[es]: У 2015 році чилійський рімейк під назвою Los Años Dorados («Золоті роки») був підготовлений компанією UCVTV за погодженням з «Діснеєм», в якій взяли участь відомі чилійські актриси Глорія Мюнчмейер, Кармен Баррос, Ана Ривз та Консуело Хольцапфель місто Вінья-дель-Мар. Серіал мав успіх, тому є плани зробити другий сезон у 2016 році.
- Ізраїль: Bnot HaZahav, транслювався з 2011 по 2016 рік.
- Греція: Chrysa Koritsia : У 2008 році грецький мовник ET1 провів прем'єру грецького рімейку під назвою Chrysa Koritsia (грец. Xρυσά κορίτσια), в якому представлені чотири жінки Греції.[71] Кожного з персонажів було елінізовано відповідно до культури та сучасних умов. Імена були лише незначно змінені, але більше з культурних міркувань, як Софія (прізвище якої було незмінним, оскільки це грецьке), Бела (Бланш), Дора (Дороті), Фіфі (Роза) та Панос (Стен). Серіал почав виходити в середині січня і містить багато подібних сюжетів до оригіналу. Влітку 2008 року ET1 провів повторення шоу і зумів зайняти місце в топ-10 рейтинговій діаграмі, представленій AGB Nielsen Media Research. У грецькому виданні представлені Мірка Папаконстантіну як Дора, Діна Конста як Софія, Елені Герасиміду як Фіфі та Івонні Мальтезу як Бела.
- Нідерланди: Golden Girls[nl]: голландський рімейк для зірок у мережі RTL 4 Лоес Лука як Барбара (Бланш), Беппі Меліссен як Елс (Дороті), Сесіль Хейер як Міллі (Роуз) та Плеуні Туу як Тоос (Софія). Шоу відбулося прем'єра восени 2012 року, використовуючи фактично ті ж сюжети, що і американська версія, разом з голландською мовою версії оригінальної пісні-теми «Дякую, що ти є другом».[72]
- Філіппіни: 50 карат, O Di Ba? Філіппінська версія «Золотих дівчат» (спінінг), що вийшла в ефір на початку 1990-х років IBC 13, знялася з Найдою Бланка, Харіто Солісом та Глорією Ромеро.[73]
- Росія: Большиє Дєвочкі: Російський рімейк вийшов у ефір у 2006 році під назвою «Большиє Дєвочкі» (рос. Большие Девочки). У серіалі взяли участь відомі російські актриси Галина Петрова як Ірина (Дороті), Ольга Остроумова як Надія (Бланш), Валентина Телечкіна як Маргарита (Роза) та Олена Мілліоти як Софія (Софія). Однак концепція ніколи не була зрозумілою російським глядачам, і шоу було скасовано через 32 епізоди.[74]
- Іспанія: Juntas, pero no revueltas[es] / Las chicas de oro[es] : У 1996 році TVE запустила іспанський рімейк під назвою Juntas pero no revueltas (Разом, але не змішується) з Мерседес Сампьєтро як Julia (Dorothy), Mónica Randall як Nuri (Blanche), Кіті Манвер як Rosa (Rose) та Ампаро Баро як Бенінья (Софія). Низькі рейтинги серіалу змусили авторів закрити його вже після першого сезону.[75] У 2010 році було оголошено черговий рімейк із назвою Las chicas de oro («Золоті дівчата»), знову ж таки на телеканалі TVE, цього разу продюсером Хосе Луїсом Морено та з Конше Веласко у ролі Дороті (Дороті), Кармен Маури у ролі Рози (Рози), Лоли Геррера як Бланка (Бланш), а Алісія Герміда як Софія (Софія).[76] Прем'єра серіалу відбулася 13 вересня 2010 року.[77] Однак, через 26 епізодів першого сезону серіал закрили після поганих рецензій та падіння рейтингів.[78]
- Португалія: Queridas e Maduras: У липні 1995 року RTP  випустив прем'єру «Queridas e Maduras» (англійською мовою «Шановні зрілі дівчата») португальської версії американського ситкому. В шоу брали участь відомі португальські актриси Катаріна Авелар як Едіта (Dorothy), Amelia Videira як Inês (Rose), Lia Гама як Саломе (Бланш) і заслужена актриса Luisa Барбос як Апаресиди (Софія). Португальська версія мала два сезони, перший у 1995 році та другий у 1996 році, адаптуючи сюжетні епізоди з перших двох сезонів оригінальної серії.
- Туреччина: Altın Kızlar[tr]. У 2009 році мовником ATV Actual Television[en] відбулася прем'єра Альтіна Кізлара (буквально перекладена англійською мовою як «Дівчата із золота»). Його було вироблено Play Prodüksiyon. Замість того, щоб проживати в Маямі, жінки розділили квартиру в житловій частині Бейоглу.[79] Як і в інших зарубіжних екранізаціях, у ньому були відомі місцеві актриси. Ключові ролі виконали Фатма Гирик — Сафіая (персонаж в «Софії»), Хюль Кокійгіт — Ісмет («Дороті»), неврит Срібл — Gönül («Blanche») і Шора — Inci («Rose»).[80]  Вийшов лише один епізод, що складався з сюжетних рядків двох оригінальних американських серій: "Заручини [Архівовано 12 червня 2020 у Wayback Machine.] " (1 сезон, епізод 1) та " Трикутник [Архівовано 12 червня 2020 у Wayback Machine.] " (1 сезон, епізод 5).
- Велика Британія: Брайтон Бельз : У 1993 році ITV провів прем'єру «Брайтон Бельз», британської версії американського ситкому.[81] Шоу, в якому знялися Шейла Хенкок, Венді Крейг, Шейла Гіш та Жан Бот, було майже ідентичним дівчатам, за винятком змін імені персонажів та акторських портретів. 10-епізодний серіал був знятий з виробництва через шість тижнів через низькі рейтинги.

## Ресторан
У 2017 році в районі «Вашингтон-Хайтс (Мангеттен)» в Нью-Йорку відкрився невеличкий ресторан La Rue Cafe, який належав близькому другові Рю Макланахан Майклу Ла Рю, який успадкував багато особистих речей зірки і ними прикрасив ресторан на Мангеттені. Їдальня закрилася в листопаді 2017 року після менш ніж року існування.